# Старки (Кировская область)
Старки — деревня в Зуевском районе Кировской области в составе Соколовского сельского поселения.

## География
Находится на расстоянии примерно 10 километров на юг от районного центра города Зуевка.

## История
Известна с 1678 года, когда в ней (на тот момент Починок Мишки Старкова над речкою Исаковкою) учтено было 2 двора, в 1764 году было 19 жителей. 
В конце XIX — начале XX века деревня входила в состав Косинской волости Слободского уезда. С 1929 года — центр Старковского сельсовета Зуевского района, с 1992 года — в составе Соколовского сельсовета.

## Население
| 1710 | 1763 | 1873 | 1891 | 1905 | 1926 | 1950 |
| ---- | ---- | ---- | ---- | ---- | ---- | ---- |
| 5    | ↗19  | ↗124 | ↗210 | ↗234 | ↘229 | ↘101 |
| 1989 | 2002 | 2010 |      |      |      |      |
| ↗195 | ↗245 | ↘194 |      |      |      |      |

## Инфраструктура
В деревне имеются детский сад, фельдшерско-акушерский пункт.